# Falsoibidion infidarium
Falsoibidion infidarium är en skalbaggsart som beskrevs av Holzschuh 1999. Falsoibidion infidarium ingår i släktet Falsoibidion och familjen långhorningar. Inga underarter finns listade i Catalogue of Life.